# Agave cajalbanensis
Agave cajalbanensis är en sparrisväxtart som beskrevs av A.Álvarez. Agave cajalbanensis ingår i släktet Agave och familjen sparrisväxter. Inga underarter finns listade i Catalogue of Life.